# Novi Svit
Novi Svit (en ucraïnès: Новий Світ, en rus: Новый Свет, Novi Svet) és un assentament de tipus urbà (un possiólok) de la República Autònoma de Crimea a Ucraïna, que el 2014 tenia 1.248 habitants. Pertany al districte de Sudak.